# Vico Meien
Vico Meien (* 15. März 1998 in Bergen auf Rügen) ist ein deutscher Fußballspieler.

## Karriere
Nach seinen Anfängen in der Jugend von Hansa Rostock wechselte er im Sommer 2016 in die Jugendabteilung von Holstein Kiel. Für seinen Verein bestritt er 25 Spiele in der A-Junioren-Bundesliga, bei denen ihm insgesamt zwei Tore gelangen. Im Sommer 2017 erfolgte sein Wechsel in die Regionalliga Nord zu Eintracht Norderstedt. Nach zwei Spielzeiten wechselte er Ende August 2019 ligaintern zum TSV Havelse. In der Saison 2020/21 gelang Meien mit seiner Mannschaft der Aufstieg in die 3. Liga nach zwei 1:0-Siegen in den Aufstiegsduellen der Regionalliga-Meister über den bayerischen Vertreter 1. FC Schweinfurt 05. Am 1. Spieltag der Drittligaspielzeit 2021/22 kam er bei der 0:1-Heimniederlage gegen den 1. FC Saarbrücken, bei der er in der Startformation stand, zu seinem Profidebüt. Anschließend konnte er sich jedoch nicht in der Stammformation behaupten und kam vornehmlich als Einwechselspieler zum Einsatz. Im letzten Saisondrittel blieb er gänzlich unberücksichtigt, so dass er im gesamten Saisonverlauf nur zu zehn Spieleinsätzen kam. 
Nach dem direkten Wiederabstieg mit dem TSV Havelse wechselte Meien zur Saison 2022/23 in die Regionalliga Südwest zum VfR Aalen, bei dem er einen Vertrag bis zum 30. Juni 2024 unterschrieb. Hier war er auf Anhieb Stammspieler und kämpfte mit dem Klub gegen den Abstieg. Nachdem in der ersten Spielzeit noch der letzte Nicht-Abstiegsplatz belegt worden war, beendete er mit der Mannschaft die Spielzeit 2023/24 auf einem Abstiegsplatz. Dennoch kam es zu einem versöhnlichen Saisonabschluss, als im WFV-Pokal 2023/24 die Mannschaft durch einen 4:1-Endspielsieg über die SG Sonnenhof Großaspach den Titel gewann und sich damit für den DFB-Pokal 2024/25 qualifizierte. Dennoch blieb Meien in der vierthöchsten Spielklasse, als er sich nach Ablauf seines Vertrag nach 75 absolvierten Pflichtspielen von der Ostalb verabschiedete und dem Tabellenzweiten Stuttgarter Kickers anschloss.

## Erfolge
Eintracht Norderstedt
- Hamburger Pokalsieger: 2020

TSV Havelse
- Niedersachsenpokalsieger: 2020
- Aufstieg in die 3. Liga: 2021

VfR Aalen
- WFV-Pokal-Sieger: 2024